# 초고속인터넷위성 키즈나
초고속인터넷위성 키즈나(일본어: 超高速インターネット衛星「きずな」: 인연, 또는 WINDS)는 일본 우주항공연구개발기구(JAXA)와 일본 국가정보통신연구소(NICT)가 공동으로 개발한 초고속 인터넷 통신 위성이다. 2008년 2월 23일에 가고시마현 다네가시마 우주센터에서 H-IIA 로켓에 탑재되어 쏘아 올려졌다.
일본 정부가 제정한 IT 기본법에 기초하여 2001년에 세운 ‘e-Japan 중점 계획’에 바탕을 두고 있으며, 무선에 의한 광범위하고 초고속 고정 국제 네트워크를 구축하는 기술을 실제로 증명하기 위해서 개발되었다. 또한, e-Japan 중점 계획에 따라 JAXA가 제안한 우주 인프라 구축 프로젝트인 i-Space 프로젝트의 일환이기도 하다. 아시아·태평양 고속 인터넷의 혜택을 받지 못하는 지역이 있고, 지역간의 정보 격차를 해소하는 것을 목표로 하고 있다.
통신 속도는 일반 가정에서 직경 45 cm의 안테나를 설치했을 경우, 수신(위성으로부터 가정에)는 약 155 Mbps, 송신(가정으로부터 위성)은 1.56 Mbps이며, 기업에서 직경 5 m의 지상 기지국을 설치했을 경우, 1.2 Gbps이다.

## 같이 보기
- H-IIA
- 일본 우주항공연구개발기구
- 위성 인터넷